# Tobias Wolff (médailleur)
Tobias Wolff (Breslau, 1531 - Breslau, ap. 1600) est un médailleur autrichien de la seconde moitié du XVIe et du début du  XVIIe siècle.

## Biographie

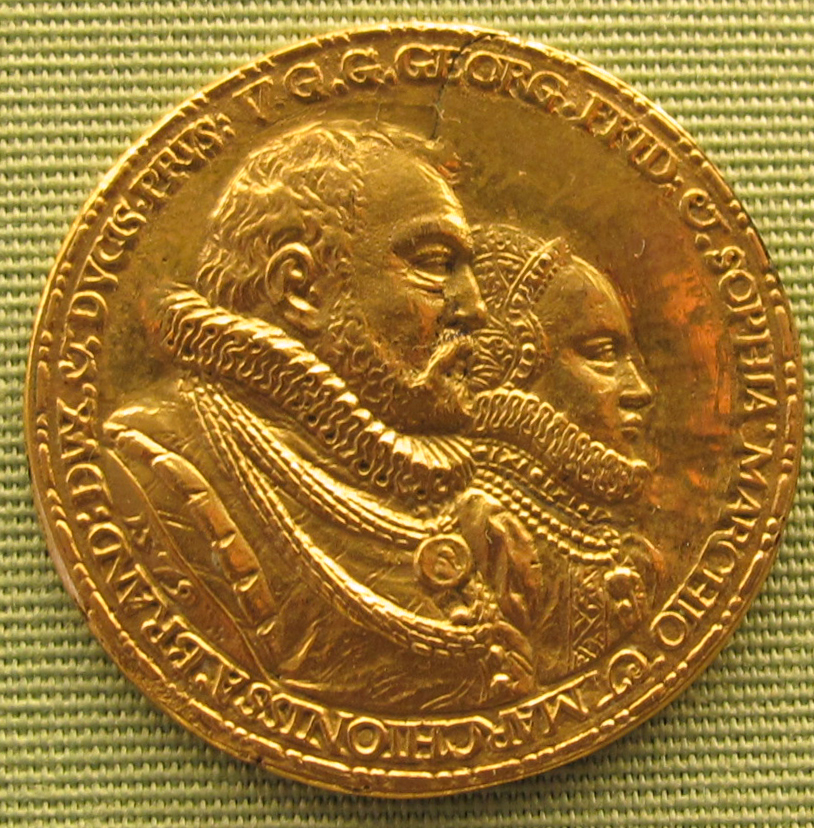
Georg Friedrich e Sophia von Brandeburg-Ansbach, 1579.

Établi à Breslau (Prusse, aujourd'hui Varsovie en Pologne) en 1561, Tobias Wolff aurait gravé ses premières médailles en 1564.
Il a notamment travaillé pour l'électeur de Saxe Auguste Ier. Il aurait aussi été actif à Augsbourg.
Sa dernière médaille signée remonte à 1604.